# Joseph Ignaz Schnabel
Joseph Ignaz Schnabel (Naumburg am Queis, 24 maggio 1767 – Breslavia, 16 giugno 1831) è stato un compositore tedesco.

## Biografia
Joseph Schnabel nacque a Naumburg am Queis, nella regione della Slesia, ora in Polonia. Proveniva da una famiglia di musicisti e suo padre cominciò ben presto a fargli da insegnante. Da bambino fu corista nella chiesa di San Vincenzo a Breslavia e, dall'età di 12 anni, frequentò il Matthias Gymnasium, perché il padre desiderava che egli diventasse sacerdote. Tuttavia un dolore cronico alle orecchie sviluppatosi in seguito a una caduta in acqua lo rese non più adatto a fare quel tipo di lavoro e perciò, dopo aver lasciato il Gymnasium, divenne insegnante. Nel 1790 riuscì anche a diventare preside e, nel suo lavoro, fu molto apprezzato a causa delle buone capacità musicali ottenute dai suoi allievi.
Dal 1797 fu attivo come violinista nella chiesa di San Vincenzo a Breslavia e in seguito come organista presso Santa Chiara. Nel 1798 divenne primo violino nell'orchestra del teatro della stessa città e il 1º aprile 1805 ne divenne il direttore musicale. A partire dal 1812 ricoprì lo stesso incarico presso l'università e insegnò presso il seminario cattolico. Fu anche direttore dell'Istituto Reale di Musica Sacra. Nel 1819 fondò l'Associazione di Musica Sacra all'università insieme a Friedrich Wilhelm Berner e Johann Theodor Mosewius. Schnabel ricevette inoltre il dottorato honoris causa nel 1823.
Suo figlio, Joseph Schnabel, fu compositore, organista e insegnante di musica a Glogau.
Morì il 16 giugno 1831 a Breslavia.

## Composizioni
Le compositioni di Schnabel consistono perlopiù in opere strumentali di musica sacra. Ha fondato una particolare tradizione slesiana, conosciuta anche come Scuola di Breslavia. L'opera più famosa di Schnabel è basata sull'opera da lui ritrovata negli archivi della cattedrale della città di un compositore sconosciuto degli inizi del XVIII secolo. Il brano è noto come Transeamus usque Bethlehem ed fa attualmente parte del repertorio eseguito nelle chiese da molti cori.
- Herr, unser Gott!
- Quattro Inni per i vespri
- Inclina Domine
- Messa in MI/LA
- Messa in FA minore
- Messa in SOL
- Graduale: Natum vidimus
- Transeamus usque Bethlehem

Oltre che musica sacra, Schnabel compose anche musica militare, canzoni per quartetti maschili, un concerto per clarinetto e un quintetto per quartetto d'archi e chitarra.